# جاش بلیک
جاش بلیک (انگلیسی: Josh Blake؛ زادهٔ ۷ ژانویهٔ ۱۹۷۵) یک هنرپیشه اهل ایالات متحده آمریکا است. وی بین سال‌های ۱۹۸۵ تا ۲۰۰۵ میلادی فعالیت می‌کرد.